# Tema (Zeitung)
Tema (oder auch Gazeta Tema) ist eine seit 2000 erscheinende Tageszeitung, die in Albanien erscheint. Chefredakteur ist Mero Baze. Es werden rund 5.000 Exemplare täglich gedruckt. Tema ist eine regierungskritische Zeitung, die seit 2007 eine Internetpräsenz besitzt.

## Unterdrückung durch die Regierung Berisha
Im Jahr 2009 wurde das Erscheinen und Fortbestehen der Zeitung massiv durch die albanische Regierung verhindert. Das Auto von Chefredakteur Mero Baze wurde Ende Dezember 2008 in Brand gesetzt, Anzeigenkunden wurden vor weiteren Inseraten gewarnt und das Redaktionsgebäude wurde einige Tage lang von bewaffneten Polizeikräften umzingelt. Als Grund für das Polizeiaufgebot nannte die Regierung einen im Jahr 2009 abgelaufenen Mietvertrag des Redaktionszentrums in Tirana, welcher von der Zeitung respektiert werden müsse.